# Let’s Dance/Staffel 13
Die 13. Staffel der Live-Tanzshow Let’s Dance startete am 21. Februar 2020 und endete im Finale am 22. Mai 2020 mit der Kür des Gewinners.

## Die Show

### Neuerungen
Nach seinem Sieg bei der Großen Profi-Challenge 2019 an der Seite von Ekaterina Leonova im Vorjahr löste Massimo Sinató in der Kennenlernshow die ausgerufene Prämie ein, sich als Trainer seine künftige Tanzpartnerin selbst aus dem Teilnehmerfeld aussuchen zu dürfen, und verkündete zu Beginn der ersten „Verpartnerungsrunde“, auf wen seine Wahl gefallen ist. Das gleiche Recht hätte auch Seriensiegerin Leonova zugestanden, die überraschenderweise nicht mehr am Wettbewerb teilnahm. Zu den Gründen machten weder Sender noch Tänzerin nähere Angaben. Die anfänglich angelernten Tanzstile wurden in der sich anschließenden Turnierrunde neuerdings nicht weiter verfeinert, sondern unter den Paaren durchgewechselt.

### Ablauf
Aufgrund der zunehmenden Ausbreitung der COVID-19-Pandemie in Deutschland im Frühjahr 2020 wurden Ende Februar Vorsichtsmaßnahmen durch die Produktion getroffen und Hygienevorschriften ausgegeben, um das Ansteckungsrisiko für Teilnehmer, Moderatoren, Jury, Publikum und Mitarbeiter so gering wie möglich zu halten. Diese schlossen besonders die Empfehlung ein, während der Liveshows auf übermäßigen und häufigen Körperkontakt wie Umarmungen zu verzichten. Obwohl die Weisung des Bundeslandes NRW lediglich Großveranstaltungen mit über 1000 Personen untersagte, verzichtete der Sender seinerseits ab dem 13. März auf Showpublikum. Waren Familienmitglieder und Freunde der partizipierenden Protagonisten zunächst von dieser Regelung noch ausgenommen, fanden die Entscheidungsshows ab dem 20. März gänzlich ohne Studiozuschauer statt. Diese Schutzvorkehrungen wurden außerdem dahingehend verschärft, dass die Tanzpaare getrennt voneinander auf den leeren Gästerängen Platz nahmen, die eine Woche später tribünenartig umgestaltet und mit Sofas ausgestattet wurden. Dort erfolgte fortan auch die Verkündung der finalen Entscheidungen. Die eigentliche Lounge wurde allein noch für die Punktevergabe durch die Jury bespielt, deren Pultplätze ab dem 17. April durch Plexiglaswände abgetrennt waren.
Da die Teilnehmer weitestgehend voneinander isoliert bleiben sollten, wurden auch die Proben für das geschlechtergetrennte Battle bereits nach dem ersten Trainingstag (14. März) abgebrochen. Während die Gruppenpräsentationen selbst also ausfallen mussten, konnte dennoch eine Wertung der Teamleistung stattfinden, indem die Aufzeichnungen des ersten Gesamtdurchlaufes beurteilt wurden. Die Frauen tanzten zum Allegro moderato aus dem Ballett Schwanensee von Pjotr Iljitsch Tschaikowski, die Männer überzeugten mit einer Darbietung im Stil von Michael Jackson.
Nichtsdestotrotz musste auf Teamtänze nicht gänzlich verzichtet werden, solange sie entsprechenden Rahmenbedingungen angepasst werden konnten. So achteten die Juroren in ihren eigens kreierten Choreografien darauf, dass die Paare mit einem gewissen Abstand allein für sich tanzen, und banden sich selbst nicht darin ein – mit Ausnahme von Motsi Mabuse, die gemeinsam mit ihrem Ehemann Evgenij Voznyuk die Präsentation ihrer Schützlinge Luca Hänni und Moritz Hans begleitete. Jorge González eröffnete die Performance von Ilka Bessin, Loiza Lamers und Tijan Njie mit, während Joachim Llambi sein Team um Laura Müller, Lili Paul-Roncalli und Martin Klempnow gemeinsam mit Roberto Albanese im Training unterstützte, das jeweils noch vor der Osterpause stattfand. Für den Discofox-Marathon am 24. April wurde das große Saalparkett mit Absperrbändern in kleinere Einzelflächen unterteilt, um auch hier den geforderten Sicherheitsabstand wahren zu können. Einzig die für das Viertelfinale am 8. Mai geplanten Trio-Dances mussten einer Alternative weichen. Aus diesem Grund wurden Challenge Dances konzipiert, bei denen die reinen Paarkonstellationen beibehalten bleiben. Hierbei soll ein Requisit als Zusatzelement mit in die Choreografie eingebaut und präsentiert werden, was die Tänzer vor eine weitere kreative und teilweise auch technisch erschwerte Aufgabe stellt.
Daneben wurde der Schwierigkeitsgrad der traditionell im Halbfinale ausgetragenen Impro Dances erneut gesteigert. Nach der Zulosung eines Tanzes kleidet sich das Tanzpaar getrennt voneinander um, während lediglich der Profi die Musikauswahl dazu hören darf. Im Anschluss daran verbleibt eine halbe Minute Zeit, sich kurz über mögliche Figurkombinationen auszutauschen und Schrittfolgen zu proben, ehe die Konzeption spontan aufs Parkett gebracht werden muss. Als Vorgabe für die Jurytänze im Finale sind Hebefiguren fortan gestrichen, während dagegen mindestens 30 Sekunden lang Grundschritte gezeigt werden sollen.

### Ausfälle
Wegen eines Krankenhausaufenthaltes seines Schwiegervaters setzte John Kelly in der vierten Liveshow aus und entschied sich kurz darauf, im Hinblick auf die belastende Situation für die Familie den Wettbewerb endgültig zu verlassen, um seiner Frau den nötigen Beistand leisten zu können. Dieser Schritt ermöglichte der zuvor ausgeschiedenen Loiza Lamers die Rückkehr auf das Tanzparkett. Am 27. März sagte Profitänzer Christian Polanc wenige Stunden vorher seine Teilnahme an der fünften Sendung aufgrund des Verdachts einer COVID-19-Infektion ab, der sich später nicht bestätigte. Für ihn sprang kurzfristig Robert Beitsch als Tanzpartner für Laura Müller ein.

### Sonderprogramm
An Karfreitag lief mit Let’s Dance – Die schönsten Momente der Juroren erneut ein Special, in dem nun die Wertungsrichter gemeinsam mit Gästen und Kommentatoren aus den Reihen der Profitänzer und ehemaligen Teilnehmer ihre persönlichen Highlights und denkwürdige Augenblicke aus den zurückliegenden Staffeln Revue passieren ließen und in einem Quiz ihr Erinnerungsvermögen unter Beweis stellen durften. Außerdem wurden den Zuschauern auch einige Backstage-Einblicke gewährt, etwa in das Training für die Show-Openings mit den Choreografen Gerald van Windt und Sarah Hammerschmidt oder auch die Livetour 2019, die in gleicher Form auch im Herbst 2020 stattfinden sollte. Geplant waren hierfür 21 Termine in 16 verschiedenen Städten zwischen dem 3. November und 2. Dezember, die aufgrund des sich erneut verschärfenden Infektionsgeschehens im Herbst 2020 um ein Jahr verschoben wurde. Die Fortsetzung des Ablegers Llambis Tanzduell fand dagegen als sechsteilige Reihe außerhalb des eigentlichen Sendeturnus im sonntäglichen Vorabendprogramm zwischen dem 19. April und 24. Mai ihren Platz.
Eine Woche nach dem Staffelfinale wurde am 28. Mai im Ranking der Schönsten Tänze aller Zeiten auf die gemeinsame Reise und einem damit verbundenen tänzerischen Höhepunkt verschiedener Paare zurückgeblickt, ehe tags darauf die zweite Große Profi-Challenge, die diesmal live gesendet wurde, eine Zeit voller außergewöhnlicher Umstände und Momente zu einem würdigen Abschluss brachte.

## Kandidaten
| Platz | Kandidat               | Profitänzer             |
| ----- | ---------------------- | ----------------------- |
| 01    | Lili Paul-Roncalli     | Massimo Sinató          |
| 02    | Moritz Hans            | Renata Lusin            |
| 03    | Luca Hänni             | Christina Luft          |
| 04    | Tijan Njie             | Kathrin Menzinger       |
| 05    | Ilka Bessin            | Erich Klann             |
| 06    | Laura Müller           | Christian Polanc        |
| 06    | Laura Müller           | Robert Beitsch (Show 5) |
| 07    | Martin Klempnow        | Marta Arndt             |
| 08    | Loiza Lamers           | Andrzej Cibis           |
| 09    | Ulrike von der Groeben | Valentin Lusin          |
| 10    | Sükrü Pehlivan         | Alona Uehlin            |
| 11    | John Kelly             | Regina Luca             |
| 12    | Aílton                 | Isabel Edvardsson       |
| 13    | Sabrina Setlur         | Nikita Kuzmin           |
| 14    | Steffi Jones           | Robert Beitsch          |

## Tänze
| Show                            | Datum            | Tänze in der Show |
| ------------------------------- | ---------------- | --- |
| Kennenlernshow                  | 21. Februar 2020 | Cha-Cha-Cha, Wiener Walzer, Salsa, Tango oder Quickstepp |
| 1. Show                         | 28. Februar 2020 | Salsa, Wiener Walzer, Cha-Cha-Cha, Quickstepp, Langsamer Walzer oder Tango |
| 2. Show                         | 6. März 2020     | Charleston, Cha-Cha-Cha, Langsamer Walzer, Rumba, Tango, Contemporary Dance, Jive oder Wiener Walzer                                                                                     |
| 3. Show – 70er-Jahre-Special    | 13. März 2020    | Jive, Tango, Samba, Contemporary Dance, Cha-Cha-Cha, Rumba, Paso Doble, Charleston oder Slowfox                                                                                          |
| 4. Show                         | 20. März 2020    | Wiener Walzer, Rumba, Charleston, Salsa, Contemporary Dance, Jive, Tango, Paso Doble oder Cha-Cha-Cha, sowie ein Boys-vs.-Girls-Battle                                                   |
| 5. Show – 90er-Jahre-Special    | 27. März 2020    | Slowfox, Wiener Walzer, Charleston, Cha-Cha-Cha, Quickstepp, Salsa, Langsamer Walzer, Contemporary Dance, Rumba oder Samba                                                               |
| 6. Show – Love-Week-Special     | 3. April 2020    | Jive, Slowfox, Paso Doble, Contemporary Dance, Tango, Quickstepp oder Salsa |
| 7. Show                         | 17. April 2020   | Slowfox, Rumba, Paso Doble, Tango, Samba oder Contemporary Dance, sowie ein gruppenweise bewerteter Jury-Teamtanz                                                                        |
| 8. Show – TV-Melodien-Special   | 24. April 2020   | Quickstepp, Tango, Charleston, Samba, Salsa, Jive oder Paso Doble, sowie ein Discofox-Marathon aller sieben Paare                                                                        |
| 9. Show – Magic-Moments-Special | 1. Mai 2020      | Freestyle-Programme zu einem Magic Moment, sowie Tanzduelle (Flamenco, Bollywood, Streetdance)                                                                                           |
| 10. Show                        | 8. Mai 2020      | Einer der noch nicht gezeigten Tänze (Cha-Cha-Cha, Slowfox, Salsa, Charleston), sowie Challenge Dances (Samba, Wiener Walzer, Charleston, Rumba, Contemporary Dance)                     |
| 11. Show – Halbfinale           | 15. Mai 2020     | Zwei der noch nicht gezeigten Tänze (Quickstepp, Salsa, Slowfox, Jive, Paso Doble, Contemporary Dance, Tango), sowie improvisierte Tänze (Wiener Walzer, Charleston, Rumba, Cha-Cha-Cha) |
| 12. Show – Finale               | 22. Mai 2020     | Jurytanz, Lieblingstanz sowie ein Freestyle |
| Profi-Challenge                 | 29. Mai 2020     | Freestyle-Programme |

## Ergebnisse
| Paar                                             | Platz | Letzter Tanz                          | Auf- takt | 1  | 2  | 3  | 4 1  | 5   | 6  | 7 4   | 8 5   | 9        | 10       | 11          | 12          | ø je Tanz |
| ------------------------------------------------ | ----- | ------------------------------------- | --------- | -- | -- | -- | ---- | --- | -- | ----- | ----- | -------- | -------- | ----------- | ----------- | --------- |
| Lili Paul-Roncalli & Massimo Sinató              | 1     | Cha-Cha-Cha, Tango, Freestyle         | 21        | 27 | 26 | 23 | 28+6 | 30  | 29 | 30+16 | 29+10 | 60 30+30 | 56 27+29 | 82 24+30+28 | 90 30+30+30 | 27,95     |
| Moritz Hans & Renata Lusin                       | 2     | Rumba, Charleston, Freestyle          | 15        | 18 | 26 | 29 | 24+8 | 25  | 21 | 30+17 | 21+8  | 57 27+30 | 52 23+29 | 78 25+30+23 | 90 30+30+30 | 25,58     |
| Luca Hänni & Christina Luft                      | 3     | Salsa, Quickstepp, Freestyle          | 20        | 22 | 22 | 22 | 30+8 | 22  | 25 | 28+17 | 29+6  | 55 25+30 | 60 30+30 | 87 30+27+30 | 84 27+27+30 | 26,63     |
| Tijan Njie & Kathrin Menzinger                   | 4     | Quickstepp, Paso Doble, Wiener Walzer | 23        | 27 | 22 | 26 | 24+8 | 28  | 30 | 18+15 | 29+2  | 57 27+30 | 56 26+30 | 78 25+28+25 |             | 26,13     |
| Ilka Bessin & Erich Klann                        | 5     | Slowfox, Samba                        | 15        | 16 | 17 | 15 | 15+6 | 16  | 12 | 16+15 | 12+1  | 27 11+16 | 21 10+11 |             |             | 14,00     |
| Laura Müller & Christian Polanc • Robert Beitsch | 6     | Freestyle, Bollywood                  | 17        | 14 | 20 | 24 | 24+6 | 20  | 23 | 22+16 | 26+4  | 46 22+24 |          |             |             | 21,45     |
| Martin Klempnow & Marta Arndt                    | 7     | Jive, Discofox                        | 13        | 9  | 19 | 20 | 18+8 | 19  | 18 | 22+16 | 18+3  |          |          |             |             | 17,33     |
| Loiza Lamers & Andrzej Cibis                     | 8     | Paso Doble                            | 15        | 16 | 19 | 17 | 16+6 | 243 | 21 | 23+15 |       |          |          |             |             | 18,88     |
| Ulrike von der Groeben & Valentin Lusin          | 9     | Slowfox                               | 11        | 16 | 12 | 18 | 13+6 | 14  | 15 |       |       |          |          |             |             | 14,14     |
| Sükrü Pehlivan & Alona Uehlin                    | 10    | Wiener Walzer                         | 16        | 17 | 14 | 13 | 11+8 | 17  |    |       |       |          |          |             |             | 14,67     |
| John Kelly & Regina Luca                         | 11    | Contemporary                          | 17        | 21 | 10 | 17 | – 2  | –   |    |       |       |          |          |             |             | 16,25     |
| Aílton & Isabel Edvardsson                       | 12    | Cha-Cha-Cha                           | 10        | 13 | 12 | 8  |      |     |    |       |       |          |          |             |             | 10,75     |
| Sabrina Setlur & Nikita Kuzmin                   | 13    | Cha-Cha-Cha                           | 15        | 9  | 12 |    |      |     |    |       |       |          |          |             |             | 12,00     |
| Steffi Jones & Robert Beitsch                    | 14    | Quickstepp                            | 11        | 11 |    |    |      |     |    |       |       |          |          |             |             | 11,00     |

Grüne Zahlen: höchste erreichte Jury-Punktzahl der Show
Rote Zahlen: niedrigste erreichte Jury-Punktzahl der Show
Nach Jury- und Zuschauervoting Letztplatzierte
Durch Direktticket vor Ausscheiden geschützt
Weitergekommen ohne Präsentation eines Tanzes
Freiwillige Aufgabe
* Punkte in Normalgröße: Wertungen in Standardtänzen oder vergleichbaren Tänzen (bilden Durchschnittswert)
* Punkte in Kleinschrift in oberer Zeile: Wertungen für Sondertänze
* Punkte in Kleinschrift in unterer Zeile: Zusammensetzung der Gesamtwertung bei zwei oder mehr Standardtänzen
1 Das Endergebnis setzt sich aus der Wertung für einen Paartanz und der Teamleistung im Battle zusammen.
2 John Kelly trat wegen eines Krankheitsfalls in der Familie am 20. März nicht an.
3 Loiza Lamers rückte am 24. März für den zurückgetretenen John Kelly nach.
4 Das Endergebnis setzt sich aus den Wertungen für einen Paartanz und für den Jury-Teamtanz zusammen.
5 Das Endergebnis setzt sich aus der Wertung für einen Paartanz und zusätzlichen 1–10 Punkten für den Discofox-Marathon zusammen.

## Einzelne Tanzwochen
| Promi                  | Profitänzer                                        | Tanz          | Musik                                            | Jurywertung | Jurywertung | Jurywertung | Jurywertung |
| Promi                  | Profitänzer                                        | Tanz          | Musik                                            | Gonzalez    | Mabuse      | Llambi      | Gesamt      |
| ---------------------- | -------------------------------------------------- | ------------- | ------------------------------------------------ | ----------- | ----------- | ----------- | ----------- |
| Luca Hänni             | Massimo Sinató, Robert Beitsch, Christina Luft     | Cha-Cha-Cha   | Cascada feat. Carlprit – Evacuate the Dancefloor | 6           | 7           | 7           | 20          |
| Loiza Lamers           | Massimo Sinató, Robert Beitsch, Christina Luft     | Cha-Cha-Cha   | Cascada feat. Carlprit – Evacuate the Dancefloor | 5           | 5           | 5           | 15          |
| Ulrike von der Groeben | Massimo Sinató, Robert Beitsch, Christina Luft     | Cha-Cha-Cha   | Cascada feat. Carlprit – Evacuate the Dancefloor | 4           | 4           | 3           | 11          |
| Moritz Hans            | Isabel Edvardsson, Alona Uehlin, Valentin Lusin    | Wiener Walzer | Harry Styles – Sign of the Times                 | 6           | 5           | 4           | 15          |
| Sükrü Pehlivan         | Isabel Edvardsson, Alona Uehlin, Valentin Lusin    | Wiener Walzer | Harry Styles – Sign of the Times                 | 6           | 6           | 4           | 16          |
| Steffi Jones           | Isabel Edvardsson, Alona Uehlin, Valentin Lusin    | Wiener Walzer | Harry Styles – Sign of the Times                 | 4           | 4           | 3           | 11          |
| Tijan Njie             | Christian Polanc, Kathrin Menzinger, Nikita Kuzmin | Salsa         | Shawn Mendes & Camila Cabello – Señorita         | 7           | 8           | 8           | 23          |
| Laura Müller           | Christian Polanc, Kathrin Menzinger, Nikita Kuzmin | Salsa         | Shawn Mendes & Camila Cabello – Señorita         | 6           | 6           | 5           | 17          |
| Lili Paul-Roncalli     | Christian Polanc, Kathrin Menzinger, Nikita Kuzmin | Salsa         | Shawn Mendes & Camila Cabello – Señorita         | 7           | 7           | 7           | 21          |
| Sabrina Setlur         | Erich Klann, Andrzej Cibis                         | Tango         | Shaggy feat. Brian & Tony Gold – Hey Sexy Lady   | 5           | 5           | 5           | 15          |
| Ilka Bessin            | Erich Klann, Andrzej Cibis                         | Tango         | Shaggy feat. Brian & Tony Gold – Hey Sexy Lady   | 5           | 6           | 4           | 15          |
| Martin Klempnow        | Marta Arndt, Regina Luca, Renata Lusin             | Quickstepp    | Brotherhood of Man – Save Your Kisses for Me     | 5           | 5           | 3           | 13          |
| John Kelly             | Marta Arndt, Regina Luca, Renata Lusin             | Quickstepp    | Brotherhood of Man – Save Your Kisses for Me     | 6           | 6           | 5           | 17          |
| Aílton                 | Marta Arndt, Regina Luca, Renata Lusin             | Quickstepp    | Brotherhood of Man – Save Your Kisses for Me     | 4           | 4           | 2           | 10          |

| Tanzpaar                                | Tanz             | Musik                                       | Jurywertung | Jurywertung | Jurywertung | Jurywertung |
| Tanzpaar                                | Tanz             | Musik                                       | Gonzalez    | Mabuse      | Llambi      | Gesamt      |
| --------------------------------------- | ---------------- | ------------------------------------------- | ----------- | ----------- | ----------- | ----------- |
| Luca Hänni & Christina Luft             | Salsa            | Nelly – Hot in Herre                        | 8           | 7           | 7           | 22          |
| Sabrina Setlur & Nikita Kuzmin          | Wiener Walzer    | Ariana Grande – Dangerous Woman             | 4           | 4           | 1           | 9           |
| Moritz Hans & Renata Lusin              | Cha-Cha-Cha      | Jonas Brothers – Sucker                     | 7           | 6           | 5           | 18          |
| Steffi Jones & Robert Beitsch           | Quickstepp       | Jennifer Lopez – Let’s Get Loud             | 5           | 4           | 2           | 11          |
| Martin Klempnow & Marta Arndt           | Cha-Cha-Cha      | Die Prinzen – Küssen verboten               | 4           | 4           | 1           | 9           |
| Ulrike von der Groeben & Valentin Lusin | Langsamer Walzer | John Lennon – Imagine                       | 6           | 6           | 4           | 16          |
| Lili Paul-Roncalli & Massimo Sinató     | Tango            | Rupa & the April Fishes – Maintenant        | 10          | 9           | 8           | 27          |
| Loiza Lamers & Andrzej Cibis            | Quickstepp       | Lady Gaga – Born This Way                   | 6           | 6           | 4           | 16          |
| Aílton & Isabel Edvardsson              | Salsa            | Michel Teló – Ai se eu te pego!             | 5           | 5           | 3           | 13          |
| Ilka Bessin & Erich Klann               | Wiener Walzer    | Semino Rossi – Rot sind die Rosen           | 6           | 6           | 4           | 16          |
| Sükrü Pehlivan & Alona Uehlin           | Tango            | Adele – Skyfall                             | 7           | 6           | 4           | 17          |
| John Kelly & Regina Luca                | Wiener Walzer    | Yann Tiersen – La valse d’Amélie            | 8           | 7           | 6           | 21          |
| Laura Müller & Christian Polanc         | Cha-Cha-Cha      | Felix Jaehn, Hight & Alex Aiono – Hot2Touch | 5           | 5           | 4           | 14          |
| Tijan Njie & Kathrin Menzinger          | Tango            | Billie Eilish – Bad Guy                     | 10          | 9           | 8           | 27          |

| Tanzpaar                                | Tanz             | Musik                                              | Jurywertung | Jurywertung | Jurywertung | Jurywertung |
| Tanzpaar                                | Tanz             | Musik                                              | Gonzalez    | Mabuse      | Llambi      | Gesamt      |
| --------------------------------------- | ---------------- | -------------------------------------------------- | ----------- | ----------- | ----------- | ----------- |
| Martin Klempnow & Marta Arndt           | Charleston       | Tape Five feat. Brenda Boykin – A Cool Cat in Town | 7           | 7           | 5           | 19          |
| Sabrina Setlur & Nikita Kuzmin          | Cha-Cha-Cha      | Jennifer Lopez feat. Pitbull – On the Floor        | 5           | 5           | 2           | 12          |
| Luca Hänni & Christina Luft             | Langsamer Walzer | Tore Bojsten – Can’t Stop the Feeling! (Cover)     | 8           | 8           | 6           | 22          |
| Ulrike von der Groeben & Valentin Lusin | Rumba            | Boyzone – No Matter What                           | 5           | 5           | 2           | 12          |
| Moritz Hans & Renata Lusin              | Tango            | Prince – When Doves Cry                            | 9           | 9           | 8           | 26          |
| Sükrü Pehlivan & Alona Uehlin           | Charleston       | Klischée – Bella ciao                              | 6           | 5           | 3           | 14          |
| Loiza Lamers & Andrzej Cibis            | Contemporary     | Lina Maly – Schön genug                            | 7           | 7           | 5           | 19          |
| Lili Paul-Roncalli & Massimo Sinató     | Jive             | The Chordettes – Lollipop                          | 9           | 9           | 8           | 26          |
| Aílton & Isabel Edvardsson              | Langsamer Walzer | Leo Sayer – When I Need You                        | 5           | 5           | 2           | 12          |
| Ilka Bessin & Erich Klann               | Cha-Cha-Cha      | Aretha Franklin – Respect                          | 6           | 6           | 5           | 17          |
| Laura Müller & Christian Polanc         | Wiener Walzer    | Grace feat. G-Eazy – You Don’t Own Me              | 7           | 7           | 6           | 20          |
| John Kelly & Regina Luca                | Jive             | Frankie Valli – Can’t Take My Eyes Off You         | 5           | 4           | 1           | 10          |
| Tijan Njie & Kathrin Menzinger          | Cha-Cha-Cha      | Dua Lipa – Don’t Start Now                         | 8           | 7           | 7           | 22          |

| Tanzpaar                                | Tanz         | Musik                                                           | Jurywertung | Jurywertung | Jurywertung | Jurywertung |
| Tanzpaar                                | Tanz         | Musik                                                           | Gonzalez    | Mabuse      | Llambi      | Gesamt      |
| --------------------------------------- | ------------ | --------------------------------------------------------------- | ----------- | ----------- | ----------- | ----------- |
| Loiza Lamers & Andrzej Cibis            | Jive         | Showaddywaddy – Under the Moon of Love                          | 7           | 6           | 4           | 17          |
| Ulrike von der Groeben & Valentin Lusin | Tango        | Vicky Leandros – Tango d’amor                                   | 7           | 7           | 4           | 18          |
| Luca Hänni & Christina Luft             | Samba        | Bee Gees – Stayin’ Alive                                        | 8           | 7           | 7           | 22          |
| John Kelly & Regina Luca                | Contemporary | The Kelly Family – Who’ll Come with Me (David’s Song)           | 6           | 6           | 5           | 17          |
| Sükrü Pehlivan & Alona Uehlin           | Cha-Cha-Cha  | Rose Royce – Car Wash                                           | 5           | 5           | 3           | 13          |
| Aílton & Isabel Edvardsson              | Cha-Cha-Cha  | Boney M. – Daddy Cool                                           | 3           | 4           | 1           | 8           |
| Tijan Njie & Kathrin Menzinger          | Rumba        | Marvin Gaye – Let’s Get It On                                   | 9           | 8           | 9           | 26          |
| Laura Müller & Christian Polanc         | Paso Doble   | Arrows – I Love Rock ’n’ Roll                                   | 8           | 8           | 8           | 24          |
| Ilka Bessin & Erich Klann               | Rumba        | Chicago – If You Leave Me Now                                   | 6           | 6           | 3           | 15          |
| Martin Klempnow & Marta Arndt           | Paso Doble   | Foreigner – Cold as Ice                                         | 7           | 7           | 6           | 20          |
| Moritz Hans & Renata Lusin              | Charleston   | John Travolta & Olivia Newton-John – You’re the One That I Want | 10          | 10          | 9           | 29          |
| Lili Paul-Roncalli & Massimo Sinató     | Slowfox      | Carpenters – (They Long to Be) Close to You                     | 8           | 8           | 7           | 23          |

| Tanzpaar                                                                      | Tanz          | Musik                                               | Jurywertung | Jurywertung | Jurywertung | Jurywertung |
| Tanzpaar                                                                      | Tanz          | Musik                                               | Gonzalez    | Mabuse      | Llambi      | Gesamt      |
| ----------------------------------------------------------------------------- | ------------- | --------------------------------------------------- | ----------- | ----------- | ----------- | ----------- |
| Tijan Njie & Kathrin Menzinger                                                | Wiener Walzer | James Blunt – Monsters                              | 9           | 9           | 6           | 24          |
| Loiza Lamers & Andrzej Cibis                                                  | Rumba         | James Arthur – Naked                                | 6           | 6           | 4           | 16          |
| Laura Müller & Christian Polanc                                               | Charleston    | Lou Bega – Boyfriend                                | 8           | 8           | 8           | 24          |
| Ulrike von der Groeben & Valentin Lusin                                       | Salsa         | Sergio George pres. Salsa Giants – Bajo la tormenta | 5           | 5           | 3           | 13          |
| Luca Hänni & Christina Luft                                                   | Contemporary  | Lewis Capaldi – Someone You Loved                   | 10          | 10          | 10          | 30          |
| Sükrü Pehlivan & Alona Uehlin                                                 | Jive          | Drafi Deutscher – Marmor, Stein und Eisen bricht    | 5           | 5           | 1           | 11          |
| Martin Klempnow & Marta Arndt                                                 | Tango         | Falco – Tango the Night                             | 7           | 7           | 4           | 18          |
| Ilka Bessin & Erich Klann                                                     | Paso Doble    | The Rolling Stones – (I Can’t Get No) Satisfaction  | 6           | 6           | 3           | 15          |
| Lili Paul-Roncalli & Massimo Sinató                                           | Cha-Cha-Cha   | Calvin Harris & Sam Smith – Promises                | 10          | 9           | 9           | 28          |
| Moritz Hans & Renata Lusin                                                    | Rumba         | Lukas Graham – Love Someone                         | 9           | 8           | 7           | 24          |
| Boys-vs-Girls-Special (wegen der Corona-Pandemie als Aufnahme aus den Proben) |               |                                                     |             |             |             |             |
| Team Girls                                                                    | Freestyle     | Pjotr Iljitsch Tschaikowski – Schwanensee           | 6           | 6           | 6           | 6           |
| Team Boys                                                                     | Freestyle     | Michael Jackson – Smooth Criminal                   | 8           | 8           | 8           | 8           |

| Tanzpaar                                | Tanz             | Musik                                                                        | Jurywertung | Jurywertung | Jurywertung | Jurywertung |
| Tanzpaar                                | Tanz             | Musik                                                                        | Gonzalez    | Mabuse      | Llambi      | Gesamt      |
| --------------------------------------- | ---------------- | ---------------------------------------------------------------------------- | ----------- | ----------- | ----------- | ----------- |
| Luca Hänni & Christina Luft             | Slowfox          | *NSYNC – Tearin’ Up My Heart                                                 | 8           | 8           | 6           | 22          |
| Sükrü Pehlivan & Alona Uehlin           | Wiener Walzer    | Michael Bolton – When a Man Loves a Woman                                    | 7           | 7           | 3           | 17          |
| Loiza Lamers & Andrzej Cibis            | Charleston       | Rednex – Cotton Eye Joe                                                      | 9           | 8           | 7           | 24          |
| Ulrike von der Groeben & Valentin Lusin | Cha-Cha-Cha      | Cher – Believe                                                               | 6           | 6           | 2           | 14          |
| Moritz Hans & Renata Lusin              | Quickstepp       | Nice Little Penguins – Flying                                                | 9           | 9           | 7           | 25          |
| Ilka Bessin & Erich Klann               | Salsa            | Celia Cruz – La vida es un carnaval                                          | 7           | 6           | 3           | 16          |
| Lili Paul-Roncalli & Massimo Sinató     | Langsamer Walzer | Lara Fabian – Je suis malade                                                 | 10          | 10          | 10          | 30          |
| Laura Müller & Robert Beitsch           | Contemporary     | Loona – Hijo de la luna                                                      | 8           | 7           | 5           | 20          |
| Martin Klempnow & Marta Arndt           | Rumba            | Take That – Babe                                                             | 7           | 7           | 5           | 19          |
| Tijan Njie & Kathrin Menzinger          | Samba            | Jason Weaver, Rowan Atkinson & Laura Williams – I Just Can’t Wait to Be King | 10          | 9           | 9           | 28          |

| Tanzpaar                                | Tanz            | Musik                                            | Jurywertung | Jurywertung | Jurywertung | Jurywertung |
| Tanzpaar                                | Tanz            | Musik                                            | Gonzalez    | Mabuse      | Llambi      | Gesamt      |
| --------------------------------------- | --------------- | ------------------------------------------------ | ----------- | ----------- | ----------- | ----------- |
| Laura Müller & Christian Polanc         | Jive            | Heinz Rudolf Kunze – Dein ist mein ganzes Herz   | 8           | 8           | 7           | 23          |
| Ulrike von der Groeben & Valentin Lusin | Slowfox         | Vicky Leandros – Ich liebe das Leben             | 6           | 6           | 3           | 15          |
| Luca Hänni & Christina Luft             | Paso Doble      | KISS – I Was Made for Lovin’ You                 | 9           | 9           | 7           | 25          |
| Tijan Njie & Kathrin Menzinger          | Jive            | Queen – Crazy Little Thing Called Love           | 10          | 10          | 10          | 30          |
| Ilka Bessin & Erich Klann               | Contemporary    | Fleetwood Mac – Go Your Own Way                  | 5           | 5           | 2           | 12          |
| Loiza Lamers & Andrzej Cibis            | Tango Argentino | Nancy Sinatra – Bang Bang (My Baby Shot Me Down) | 8           | 8           | 5           | 21          |
| Lili Paul-Roncalli & Massimo Sinató     | Quickstepp      | Siw Malmkvist – Liebeskummer lohnt sich nicht    | 10          | 10          | 9           | 29          |
| Martin Klempnow & Marta Arndt           | Salsa           | Carlo Supo – Eres mi sueño                       | 7           | 7           | 4           | 18          |
| Moritz Hans & Renata Lusin              | Jive            | Olly Murs – Dance with Me Tonight                | 8           | 7           | 6           | 21          |

| Tanzpaar                                                        | Tanz                             | Musik                                                                                | Jurywertung | Jurywertung | Jurywertung | Jurywertung |
| Tanzpaar                                                        | Tanz                             | Musik                                                                                | Gonzalez    | Mabuse      | Llambi      | Gesamt      |
| --------------------------------------------------------------- | -------------------------------- | ------------------------------------------------------------------------------------ | ----------- | ----------- | ----------- | ----------- |
| Tijan Njie & Kathrin Menzinger                                  | Slowfox                          | Frank Sinatra – Fly Me to the Moon                                                   | 7           | 7           | 4           | 18          |
| Laura Müller & Christian Polanc                                 | Rumba                            | Adele – Make You Feel My Love                                                        | 8           | 7           | 7           | 22          |
| Loiza Lamers & Andrzej Cibis                                    | Paso Doble                       | Snap! – Rhythm Is a Dancer                                                           | 9           | 8           | 6           | 23          |
| Luca Hänni & Christina Luft                                     | Rumba                            | Vitaa & Slimane – Avant toi                                                          | 10          | 10          | 8           | 28          |
| Ilka Bessin & Erich Klann                                       | Tango                            | Karl Jenkins – Allegretto                                                            | 7           | 6           | 3           | 16          |
| Lili Paul-Roncalli & Massimo Sinató                             | Samba                            | Rihanna – Pon de Replay                                                              | 10          | 10          | 10          | 30          |
| Martin Klempnow & Marta Arndt                                   | Slowfox                          | The Temptations – My Girl                                                            | 8           | 8           | 6           | 22          |
| Moritz Hans & Renata Lusin                                      | Contemporary                     | Timbaland pres. OneRepublic – Apologize                                              | 10          | 10          | 10          | 30          |
| Jury-Teamtänze                                                  |                                  |                                                                                      |             |             |             |             |
| Team Llambi (Laura Müller, Lili Paul-Roncalli, Martin Klempnow) | Paso Doble, Rumba, Samba         | Medley: Gipsy Kings – Un amor & A mi manera (Comme d’habitude) • André Rieu – My Way | 8           | 8           | –           | 16          |
| Team Jorge (Tijan Njie, Loiza Lamers, Ilka Bessin)              | Voguing, Salsa                   | Medley: Madonna – Vogue • Nightcrawlers – Push the Feeling On                        | –           | 8           | 7           | 15          |
| Team Motsi (Luca Hänni, Moritz Hans)                            | Wiener Walzer, Tango, Charleston | Justin Hurwitz – Epilogue                                                            | 9           | –           | 8           | 17          |

| Tanzpaar                            | Tanz            | Musik | Jurywertung | Jurywertung | Jurywertung | Jurywertung |
| Tanzpaar                            | Tanz            | Musik | Gonzalez | Mabuse | Llambi | Gesamt |
| ----------------------------------- | --------------- | --- | --- | --- | --- | --- |
| Luca Hänni & Christina Luft         | Quickstepp      | The Rembrandts – I’ll Be There for You (aus Friends) | 10 | 10 | 9 | 29 |
| Laura Müller & Christian Polanc     | Tango Argentino | Gotan Project – Santa María (del Buen Ayre) (aus Darf ich bitten?) | 9 | 8 | 9 | 26 |
| Ilka Bessin & Erich Klann           | Charleston      | Edgar Ott & Stefan Sczodrok – Probier’s mal mit Gemütlichkeit (aus Das Dschungelbuch) | 5 | 5 | 2 | 12 |
| Moritz Hans & Renata Lusin          | Samba           | Domenico Modugno – Nel blu dipinto di blu (Volare) (aus Ein Fisch namens Wanda) | 8 | 8 | 5 | 21 |
| Tijan Njie & Kathrin Menzinger      | Salsa           | Mercadonegro – El sueño de mi vida (aus The Latin Dream) | 9 | 10 | 10 | 29 |
| Martin Klempnow & Marta Arndt       | Jive            | Chor & Orchester FKM – Mein Name ist Hase (aus The Bugs Bunny Show) | 7 | 7 | 4 | 18 |
| Lili Paul-Roncalli & Massimo Sinató | Paso Doble      | Los Lobos & Antonio Banderas – Canción del Mariachi (Morena de mi corazón) (aus Desperado) | 10 | 9 | 10 | 29 |
| Discofox-Marathon                   |                 | | | | | |
| alle Paare                          | Discofox        | Medley: Maite Kelly – Sieben Leben für dich Matthias Reim – Eiskalt Ramon Roselly – Eine Nacht Mickie Krause – Eine Woche wach Mickie Krause – Geh mal Bier hol’n (GmBh) Michael Wendler – Egal Dicht und Doof – Rudi das Rüsselschwein | 1 – Ilka Besin & Erich Klann 2 – Tijan Njie & Kathrin Menzinger 3 – Martin Klempnow & Marta Arndt 4 – Laura Müller & Christian Polanc 6 – Luca Hänni & Christina Luft 8 – Moritz Hans & Renata Lusin 10 – Lili Paul-Roncalli & Massimo Sinató | 1 – Ilka Besin & Erich Klann 2 – Tijan Njie & Kathrin Menzinger 3 – Martin Klempnow & Marta Arndt 4 – Laura Müller & Christian Polanc 6 – Luca Hänni & Christina Luft 8 – Moritz Hans & Renata Lusin 10 – Lili Paul-Roncalli & Massimo Sinató | 1 – Ilka Besin & Erich Klann 2 – Tijan Njie & Kathrin Menzinger 3 – Martin Klempnow & Marta Arndt 4 – Laura Müller & Christian Polanc 6 – Luca Hänni & Christina Luft 8 – Moritz Hans & Renata Lusin 10 – Lili Paul-Roncalli & Massimo Sinató | 1 – Ilka Besin & Erich Klann 2 – Tijan Njie & Kathrin Menzinger 3 – Martin Klempnow & Marta Arndt 4 – Laura Müller & Christian Polanc 6 – Luca Hänni & Christina Luft 8 – Moritz Hans & Renata Lusin 10 – Lili Paul-Roncalli & Massimo Sinató |

| Tanzpaar                            | Tanz        | Musik                                                              | Jurywertung | Jurywertung | Jurywertung | Jurywertung |
| Tanzpaar                            | Tanz        | Musik                                                              | Gonzalez    | Mabuse      | Llambi      | Gesamt      |
| ----------------------------------- | ----------- | ------------------------------------------------------------------ | ----------- | ----------- | ----------- | ----------- |
| Laura Müller & Christian Polanc     | Freestyle   | Bishop Briggs – Never Tear Us Apart                                | 8           | 8           | 6           | 22          |
| Luca Hänni & Christina Luft         | Freestyle   | Keala Settle – This Is Me                                          | 9           | 9           | 7           | 25          |
| Moritz Hans & Renata Lusin          | Freestyle   | Survivor – Eye of the Tiger                                        | 9           | 9           | 9           | 27          |
| Ilka Bessin & Erich Klann           | Freestyle   | Medley: Missy Elliott – Work It • Sarah Connor – Wie schön du bist | 5           | 5           | 1           | 11          |
| Tijan Njie & Kathrin Menzinger      | Freestyle   | Peter Gabriel – The Book of Love                                   | 10          | 10          | 7           | 27          |
| Lili Paul-Roncalli & Massimo Sinató | Freestyle   | Rob D – Clubbed to Death                                           | 10          | 10          | 10          | 30          |
| Battles                             |             |                                                                    |             |             |             |             |
| Moritz Hans & Renata Lusin          | Flamenco    | Gipsy Kings – Djobi, djoba                                         | 10          | 10          | 10          | 30          |
| Luca Hänni & Christina Luft         | Flamenco    | Gipsy Kings – Djobi, djoba                                         | 10          | 10          | 10          | 30          |
| Ilka Bessin & Erich Klann           | Bollywood   | Shreya Ghoshal & Vaishali Made – Pinga                             | 6           | 7           | 3           | 16          |
| Laura Müller & Christian Polanc     | Bollywood   | Shreya Ghoshal & Vaishali Made – Pinga                             | 8           | 9           | 7           | 24          |
| Tijan Njie & Kathrin Menzinger      | Streetdance | Run-D.M.C. – It’s Tricky                                           | 10          | 10          | 10          | 30          |
| Lili Paul-Roncalli & Massimo Sinató | Streetdance | Run-D.M.C. – It’s Tricky                                           | 10          | 10          | 10          | 30          |

| Tanzpaar                            | Tanz          | Musik                                                                              | Jurywertung | Jurywertung | Jurywertung | Jurywertung |
| Tanzpaar                            | Tanz          | Musik                                                                              | Gonzalez    | Mabuse      | Llambi      | Gesamt      |
| ----------------------------------- | ------------- | ---------------------------------------------------------------------------------- | ----------- | ----------- | ----------- | ----------- |
| Luca Hänni & Christina Luft         | Cha-Cha-Cha   | Rey Ruiz – Ay mujer                                                                | 10          | 10          | 10          | 30          |
| Luca Hänni & Christina Luft         | Charleston    | Lou Bega – Mambo No. 5 (A Little Bit of …)                                         | 10          | 10          | 10          | 30          |
| Ilka Bessin & Erich Klann           | Slowfox       | Doris Day – Dream a Little Dream of Me                                             | 5           | 4           | 1           | 10          |
| Ilka Bessin & Erich Klann           | Samba         | Tina Charles – I Love to Love (But My Baby Loves to Dance)                         | 5           | 5           | 1           | 11          |
| Moritz Hans & Renata Lusin          | Salsa         | Miami Sound Machine – Conga!                                                       | 8           | 8           | 7           | 23          |
| Moritz Hans & Renata Lusin          | Wiener Walzer | Etta James – I’d Rather Go Blind                                                   | 10          | 10          | 9           | 29          |
| Tijan Njie & Kathrin Menzinger      | Charleston    | Ray Charles & Margie Hendrix – Hit the Road Jack (Wolfgang Lohr & Maskarade Remix) | 9           | 9           | 8           | 26          |
| Tijan Njie & Kathrin Menzinger      | Contemporary  | James Bay – Let It Go                                                              | 10          | 10          | 10          | 30          |
| Lili Paul-Roncalli & Massimo Sinató | Charleston    | Benny Goodman – Sing, Sing, Sing                                                   | 9           | 9           | 9           | 27          |
| Lili Paul-Roncalli & Massimo Sinató | Rumba         | Cesária Évora – Besame mucho                                                       | 10          | 10          | 9           | 29          |

| Tanzpaar                            | Tanz                          | Musik                                                         | Jurywertung | Jurywertung | Jurywertung | Jurywertung |
| Tanzpaar                            | Tanz                          | Musik                                                         | Gonzalez    | Mabuse      | Llambi      | Gesamt      |
| ----------------------------------- | ----------------------------- | ------------------------------------------------------------- | ----------- | ----------- | ----------- | ----------- |
| Tijan Njie & Kathrin Menzinger      | Quickstepp                    | Johnny Cash – Ring of Fire                                    | 9           | 9           | 7           | 25          |
| Tijan Njie & Kathrin Menzinger      | Paso Doble                    | Rodrigo y Gabriela – Hora zero                                | 10          | 10          | 8           | 28          |
| Tijan Njie & Kathrin Menzinger      | Wiener Walzer (Improvisation) | Sam Brown – Stop!                                             | 9           | 9           | 7           | 25          |
| Lili Paul-Roncalli & Massimo Sinató | Salsa                         | Luis Enrique – Yo no sé mañana                                | 8           | 8           | 8           | 24          |
| Lili Paul-Roncalli & Massimo Sinató | Contemporary                  | Vaults – One Day I’ll Fly Away (Cover)                        | 10          | 10          | 10          | 30          |
| Lili Paul-Roncalli & Massimo Sinató | Charleston (Improvisation)    | Judy Garland – Puttin’ on the Ritz                            | 10          | 10          | 8           | 28          |
| Moritz Hans & Renata Lusin          | Slowfox                       | Mark Forster – Sowieso                                        | 9           | 9           | 7           | 25          |
| Moritz Hans & Renata Lusin          | Paso Doble                    | Los Bravos – Black Is Black                                   | 10          | 10          | 10          | 30          |
| Moritz Hans & Renata Lusin          | Rumba (Improvisation)         | Sam Smith – Stay with Me                                      | 8           | 9           | 6           | 23          |
| Luca Hänni & Christina Luft         | Jive                          | Elvis Presley – I Got Lucky                                   | 10          | 10          | 10          | 30          |
| Luca Hänni & Christina Luft         | Tango                         | Sarah Brightman & Michael Crawford – The Phantom of the Opera | 10          | 10          | 7           | 27          |
| Luca Hänni & Christina Luft         | Cha-Cha-Cha (Improvisation)   | Robin Thicke feat. T.I. & Pharrell – Blurred Lines            | 10          | 10          | 10          | 30          |

| Tanzpaar                            | Tanz        | Musik                                                                                       | Jurywertung | Jurywertung | Jurywertung | Jurywertung |
| Tanzpaar                            | Tanz        | Musik                                                                                       | Gonzalez    | Mabuse      | Llambi      | Gesamt      |
| ----------------------------------- | ----------- | ------------------------------------------------------------------------------------------- | ----------- | ----------- | ----------- | ----------- |
| Lili Paul-Roncalli & Massimo Sinató | Cha-Cha-Cha | Compay Segundo – Guantanamera                                                               | 10          | 10          | 10          | 30          |
| Lili Paul-Roncalli & Massimo Sinató | Tango       | Rupa & the April Fishes – Maintenant                                                        | 10          | 10          | 10          | 30          |
| Lili Paul-Roncalli & Massimo Sinató | Freestyle   | Medley aus Aladdin: Arabische Nächte • Erntetanz • Einfache Öllampe • Einen Freund wie mich | 10          | 10          | 10          | 30          |
| Luca Hänni & Christina Luft         | Salsa       | Yahaira Plasencia feat. Sergio George – Y le dije no                                        | 9           | 9           | 9           | 27          |
| Luca Hänni & Christina Luft         | Quickstepp  | The Rembrandts – I’ll Be There for You                                                      | 9           | 9           | 9           | 27          |
| Luca Hänni & Christina Luft         | Freestyle   | Medley aus Sing                                                                             | 10          | 10          | 10          | 30          |
| Moritz Hans & Renata Lusin          | Rumba       | Prince – The Most Beautiful Girl in the World                                               | 10          | 10          | 10          | 30          |
| Moritz Hans & Renata Lusin          | Charleston  | John Travolta & Olivia Newton-John – You’re the One That I Want                             | 10          | 10          | 10          | 30          |
| Moritz Hans & Renata Lusin          | Freestyle   | Medley aus Die Schöne und das Biest                                                         | 10          | 10          | 10          | 30          |

| Tanzpaar                                                      | Tanz      | Musik |
| ------------------------------------------------------------- | --------- | --- |
| Marta Arndt & Robert Beitsch                                  | Freestyle | Medley aus Tarzan (Zwei Welten • Dir gehört mein Herz • Krach im Lager)                                                                 |
| Kathrin Menzinger & Vadim Garbuzov                            | Freestyle | Medley: Eminem – Lose Yourself • R. Kelly – I Believe I Can Fly • Imagine Dragons – Natural • Madilyn Bailey – Titanium (Cover)         |
| Andrzej Cibis & Victoria Kleinfelder-Cibis mit Kindertanzpaar | Freestyle | Medley: Mariza – Ó gente da minha terra • Astor Piazzolla – Libertango                                                                  |
| Christina Luft & Christian Polanc                             | Freestyle | Medley: Taalbi Brothers – Ameksa (District 78 Remix) • Robert Rodriguez – El Mariachi                                                   |
| Alona Uehlin & Anton Skuratov                                 | Freestyle | Medley: Michael Jackson – Beat It • Speechless • Smooth Criminal                                                                        |
| Evgeny Vinokurov & Nina Bezzubova                             | Freestyle | Joel Brandenstein – Diese Liebe |
| Regina & Sergiu Luca                                          | Freestyle | Medley: Ndlovu Youth Choir – Shape of You (Cover) • Vusi Nova – Ndonele • Ndlovu Youth Choir – Waka Waka (This Time for Africa) (Cover) |
| Renata & Valentin Lusin                                       | Freestyle | Medley aus Anastasia (A Rumor in St. Petersburg • Kidnap and Reunion • Paris Holds the Key (To Your Heart) • Journey to the Past)       |
| Erich Klann & Anne-Marie Kot mit Oana Nechiti                 | Freestyle | Hidden Citizens – Somebody’s Watching Me (Cover)                                                                                        |
| Isabel Edvardsson & Marcus Weiß                               | Freestyle | Alexander & Nadja Klaws – Endless Love (Cover)                                                                                          |
|                                                               |           | Ergebnis |

## Tanztabelle
| Paar                       | Kennenlern- show | Show 1           | Show 2           | Show 3         | Show 4         | Show 4                            | Show 5           | Show 6          | Show 7         | Show 7                  | Show 8          | Show 8            | Show 9    | Show 9      | Show 10     | Show 10        | Show 11    | Show 11        | Show 11                       | Show 12         | Show 12         | Show 12         |
| -------------------------- | ---------------- | ---------------- | ---------------- | -------------- | -------------- | --------------------------------- | ---------------- | --------------- | -------------- | ----------------------- | --------------- | ----------------- | --------- | ----------- | ----------- | -------------- | ---------- | -------------- | ----------------------------- | --------------- | --------------- | --------------- |
| Lilly & Massimo            | Salsa            | Tango            | Jive             | Slowfox        | Cha-Cha-Cha    | Freestyle (Boys-vs.-Girls-Battle) | Langsamer Walzer | Quickstepp      | Samba          | Freestyle (Team Llambi) | Paso Doble      | Discofox-Marathon | Freestyle | Streetdance | Charleston  | Rumba          | Salsa      | Contem- porary | Charleston (Improvisation)    | Cha-Cha-Cha     | Tango           | Freestyle       |
| Moritz & Renata            | Wiener Walzer    | Cha-Cha-Cha      | Tango            | Charleston     | Rumba          | Freestyle (Boys-vs.-Girls-Battle) | Quickstepp       | Jive            | Contem- porary | Freestyle (Team Motsi)  | Samba           | Discofox-Marathon | Freestyle | Flamenco    | Salsa       | Wiener Walzer  | Slowfox    | Paso Doble     | Rumba (Improvisation)         | Rumba           | Charleston      | Freestyle       |
| Luca & Christina           | Cha-Cha-Cha      | Salsa            | Langsamer Walzer | Samba          | Contem- porary | Freestyle (Boys-vs.-Girls-Battle) | Slowfox          | Paso Doble      | Rumba          | Freestyle (Team Motsi)  | Quickstepp      | Discofox-Marathon | Freestyle | Flamenco    | Cha-Cha-Cha | Charleston     | Jive       | Tango          | Cha-Cha-Cha (Improvisation)   | Salsa           | Quickstepp      | Freestyle       |
| Tijan & Kathrin            | Salsa            | Tango            | Cha-Cha-Cha      | Rumba          | Wiener Walzer  | Freestyle (Boys-vs.-Girls-Battle) | Samba            | Jive            | Slowfox        | Freestyle (Team Jorge)  | Salsa           | Discofox-Marathon | Freestyle | Streetdance | Charleston  | Contem- porary | Quickstepp | Paso Doble     | Wiener Walzer (Improvisation) | Tango           | Tango           | Tango           |
| Ilka & Erich               | Tango            | Wiener Walzer    | Cha-Cha-Cha      | Rumba          | Paso Doble     | Freestyle (Boys-vs.-Girls-Battle) | Salsa            | Contem- porary  | Tango          | Freestyle (Team Jorge)  | Charleston      | Discofox-Marathon | Freestyle | Bollywood   | Slowfox     | Samba          |            |                |                               |                 |                 |                 |
| Laura & Christian • Robert | Salsa            | Cha-Cha-Cha      | Wiener Walzer    | Paso Doble     | Charleston     | Freestyle (Boys-vs.-Girls-Battle) | Contem- porary   | Jive            | Rumba          | Freestyle (Team Llambi) | Tango Argentino | Discofox-Marathon | Freestyle | Bollywood   |             |                |            |                |                               | Tango Argentino | Tango Argentino | Tango Argentino |
| Martin & Marta             | Quickstepp       | Cha-Cha-Cha      | Charleston       | Paso Doble     | Tango          | Freestyle (Boys-vs.-Girls-Battle) | Rumba            | Salsa           | Slowfox        | Freestyle (Team Llambi) | Jive            | Discofox-Marathon |           |             |             |                |            |                |                               | Slowfox         | Slowfox         | Slowfox         |
| Loiza & Andrzej            | Cha-Cha-Cha      | Quickstepp       | Contem- porary   | Jive           | Rumba          | Freestyle (Boys-vs.-Girls-Battle) | Charleston       | Tango Argentino | Paso Doble     | Freestyle (Team Jorge)  |                 |                   |           |             |             |                |            |                |                               | Tango Argentino | Tango Argentino | Tango Argentino |
| Ulrike & Valentin          | Cha-Cha-Cha      | Langsamer Walzer | Rumba            | Tango          | Salsa          | Freestyle (Boys-vs.-Girls-Battle) | Cha-Cha-Cha      | Slowfox         |                |                         |                 |                   |           |             |             |                |            |                |                               | Salsa           | Salsa           | Salsa           |
| Sükrü & Alona              | Wiener Walzer    | Tango            | Charleston       | Cha-Cha-Cha    | Jive           | Freestyle (Boys-vs.-Girls-Battle) | Wiener Walzer    |                 |                |                         |                 |                   |           |             |             |                |            |                |                               | Tango           | Tango           | Tango           |
| John & Regina              | Quickstepp       | Wiener Walzer    | Jive             | Contem- porary |                |                                   |                  |                 |                |                         |                 |                   |           |             |             |                |            |                |                               |                 |                 |                 |
| Aílton & Isabel            | Quickstepp       | Salsa            | Langsamer Walzer | Cha-Cha-Cha    |                |                                   |                  |                 |                |                         |                 |                   |           |             |             |                |            |                |                               | Salsa           | Salsa           | Salsa           |
| Sabrina & Nikita           | Tango            | Wiener Walzer    | Cha-Cha-Cha      |                |                |                                   |                  |                 |                |                         |                 |                   |           |             |             |                |            |                |                               | Cha-Cha-Cha     | Cha-Cha-Cha     | Cha-Cha-Cha     |
| Steffi & Robert            | Wiener Walzer    | Quickstepp       |                  |                |                |                                   |                  |                 |                |                         |                 |                   |           |             |             |                |            |                |                               | Quickstepp      | Quickstepp      | Quickstepp      |

Höchste Bewertung00Niedrigste Bewertung00Paar ist ausgeschieden00Nichtbewerteter Finaltanz

## Höchste und niedrigste Bewertung

### Nach Tanz
| Tanz                     | Bester Promi                                                     | Punktzahl | Schlechtester Promi                                                             | Punktzahl |
| ------------------------ | ---------------------------------------------------------------- | --------- | ------------------------------------------------------------------------------- | --------- |
| Bollywood                | Laura Müller                                                     | 24        | Ilka Bessin                                                                     | 16        |
| Cha-Cha-Cha              | Lili Paul-Roncalli Luca Hänni                                    | 30        | Aílton                                                                          | 8         |
| Charleston               | Luca Hänni Moritz Hans                                           | 30        | Ilka Bessin                                                                     | 12        |
| Contemporary             | Lili Paul-Roncalli Luca Hänni Moritz Hans Tijan Njie             | 30        | Ilka Bessin                                                                     | 12        |
| Discofox                 | Lili Paul-Roncalli                                               | 10 von 10 | Ilka Bessin                                                                     | 1 von 10  |
| Flamenco                 | Luca Hänni Moritz Hans                                           | 30        | Luca Hänni Moritz Hans                                                          | 30        |
| Freestyle Boys-vs.-Girls | Tijan Njie Luca Hänni Sükrü Pehlivan Martin Klempnow Moritz Hans | 8 von 10  | Loiza Lamers Laura Müller Ulrike von der Groeben Ilka Bessin Lili Paul-Roncalli | 6 von 10  |
| Freestyle Jury-Teamtanz  | Moritz Hans Luca Hänni                                           | 17 von 20 | Tijan Njie Ilka Bessin Loiza Lamers                                             | 15 von 20 |
| Freestyle                | Lili Paul-Roncalli Luca Hänni Moritz Hans                        | 30        | Ilka Bessin                                                                     | 11        |
| Jive                     | Tijan Njie Luca Hänni                                            | 30        | John Kelly                                                                      | 10        |
| Langsamer Walzer         | Lili Paul-Roncalli                                               | 30        | Aílton                                                                          | 12        |
| Paso Doble               | Moritz Hans                                                      | 30        | Ilka Bessin                                                                     | 15        |
| Quickstepp               | Luca Hänni Lili Paul-Roncalli                                    | 29        | Aílton                                                                          | 10        |
| Rumba                    | Moritz Hans                                                      | 30        | Ulrike von der Groeben                                                          | 12        |
| Salsa                    | Tijan Njie                                                       | 29        | Aílton Ulrike von der Groeben                                                   | 13        |
| Samba                    | Lili Paul-Roncalli                                               | 30        | Ilka Bessin                                                                     | 11        |
| Slowfox                  | Moritz Hans                                                      | 25        | Ilka Bessin                                                                     | 10        |
| Streetdance              | Lili Paul-Roncalli Tijan Njie                                    | 30        | Lili Paul-Roncalli Tijan Njie                                                   | 30        |
| Tango                    | Lili Paul-Roncalli                                               | 30        | Ilka Bessin Sabrina Setlur                                                      | 15        |
| Tango Argentino          | Laura Müller                                                     | 26        | Loiza Lamers                                                                    | 21        |
| Wiener Walzer            | Moritz Hans                                                      | 29        | Sabrina Setlur                                                                  | 9         |

Punktezahlen nach drei, zwei oder einer 10-Punkte-Skala der Jury

### Nach Paar
| Tanzpaar          | Höchstbewerteter Tanz                                                          | Punktzahl | Niedrigstbewerteter Tanz | Punktzahl |
| ----------------- | ------------------------------------------------------------------------------ | --------- | ------------------------ | --------- |
| Aílton & Isabel   | Salsa                                                                          | 13        | Cha-Cha-Cha              | 8         |
| Ilka & Erich      | Cha-Cha-Cha                                                                    | 17        | Slowfox                  | 10        |
| John & Regina     | Wiener Walzer                                                                  | 21        | Jive                     | 10        |
| Laura & Christian | Tango Argentino                                                                | 26        | Cha-Cha-Cha              | 14        |
| Lili & Massimo    | Langsamer Walzer Samba 2× Freestyle Streetdance Contemporary Cha-Cha-Cha Tango | 30        | Salsa                    | 21        |
| Loiza & Andrzej   | Charleston                                                                     | 24        | Cha-Cha-Cha              | 15        |
| Luca & Christina  | Contemporary Flamenco 2× Cha-Cha-Cha Charleston Jive Freestyle                 | 30        | Cha-Cha-Cha              | 20        |
| Martin & Marta    | Slowfox                                                                        | 22        | Cha-Cha-Cha              | 9         |
| Moritz & Renata   | Contemporary Flamenco Paso Doble Rumba Charleston Freestyle                    | 30        | Wiener Walzer            | 15        |
| Sabrina & Nikita  | Tango                                                                          | 15        | Wiener Walzer            | 9         |
| Steffi & Robert   | Wiener Walzer Quickstepp                                                       | 11        | Wiener Walzer Quickstepp | 11        |
| Sükrü & Alona     | Tango Wiener Walzer                                                            | 17        | Jive                     | 11        |
| Tijan & Kathrin   | Jive Streetdance Contemporary                                                  | 30        | Slowfox                  | 18        |
| Ulrike & Valentin | Tango                                                                          | 18        | Cha-Cha-Cha              | 11        |